# Acacia farnesiana
Acacia farnesiana är en ärtväxtart som först beskrevs av Carl von Linné, och fick sitt nu gällande namn av Carl Ludwig von Willdenow. Acacia farnesiana ingår i släktet akacior, och familjen ärtväxter.

## Underarter
Arten delas in i följande underarter:
- A. f. farnesiana
- A. f. guanacastensis

## Bildgalleri

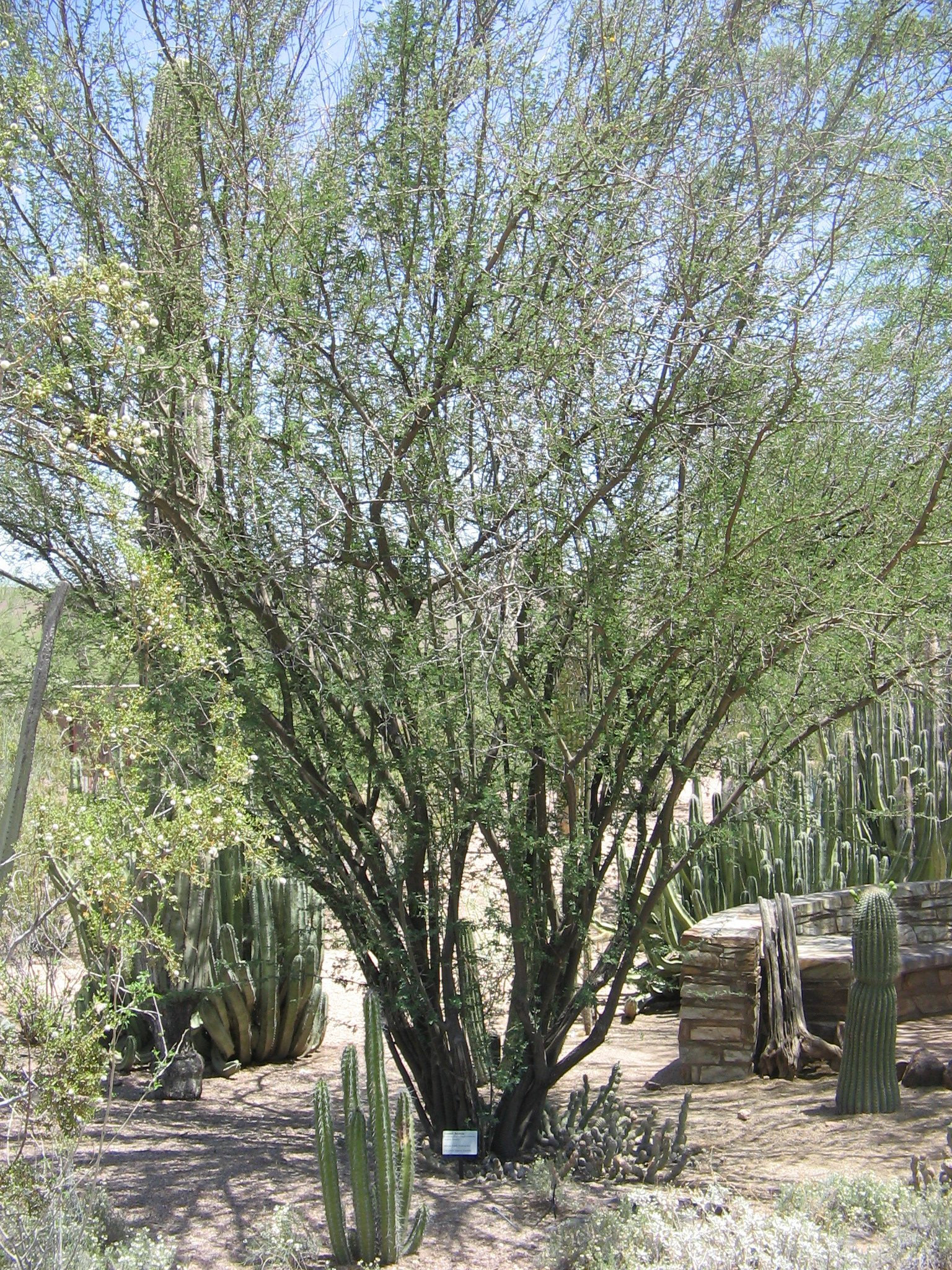
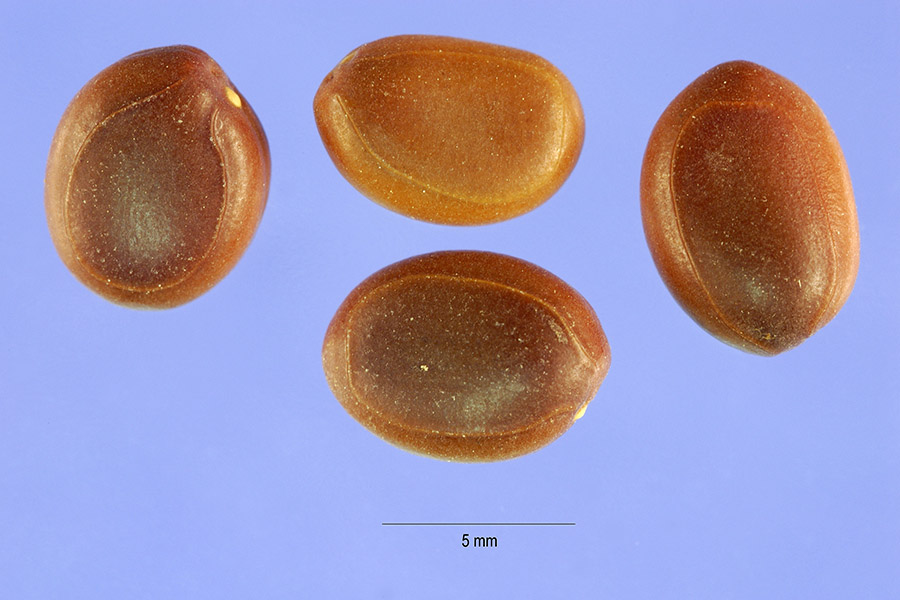
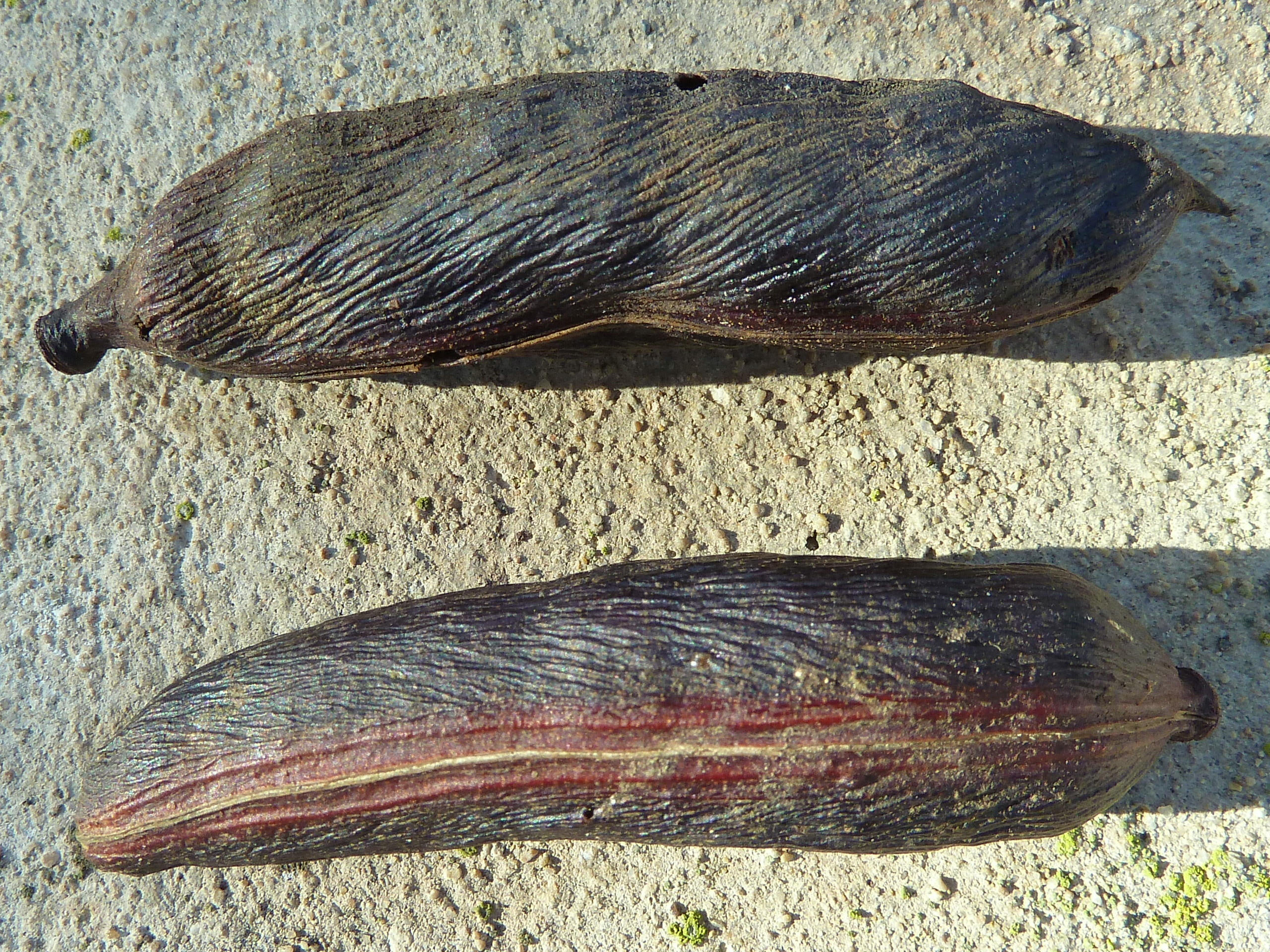
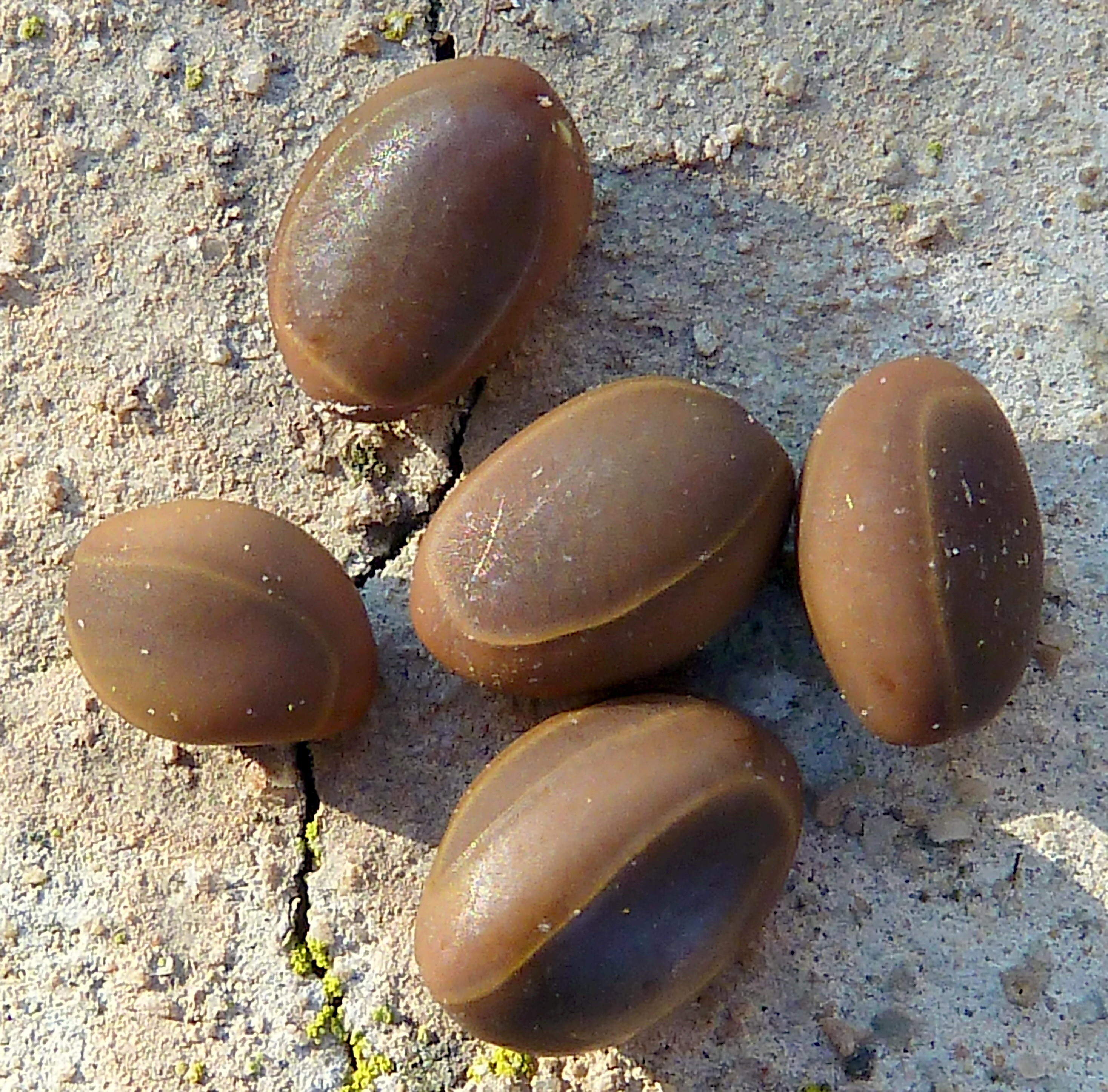
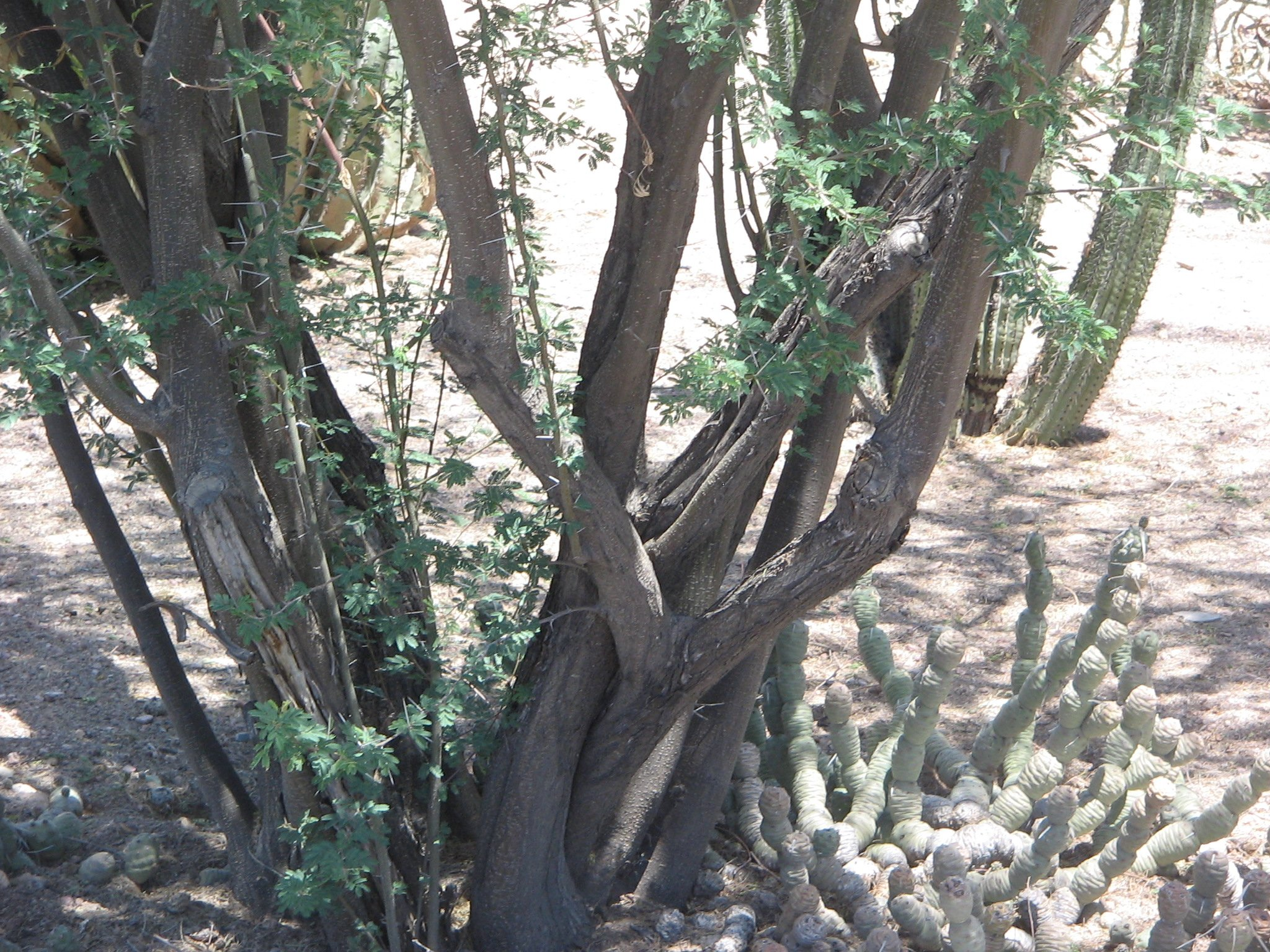
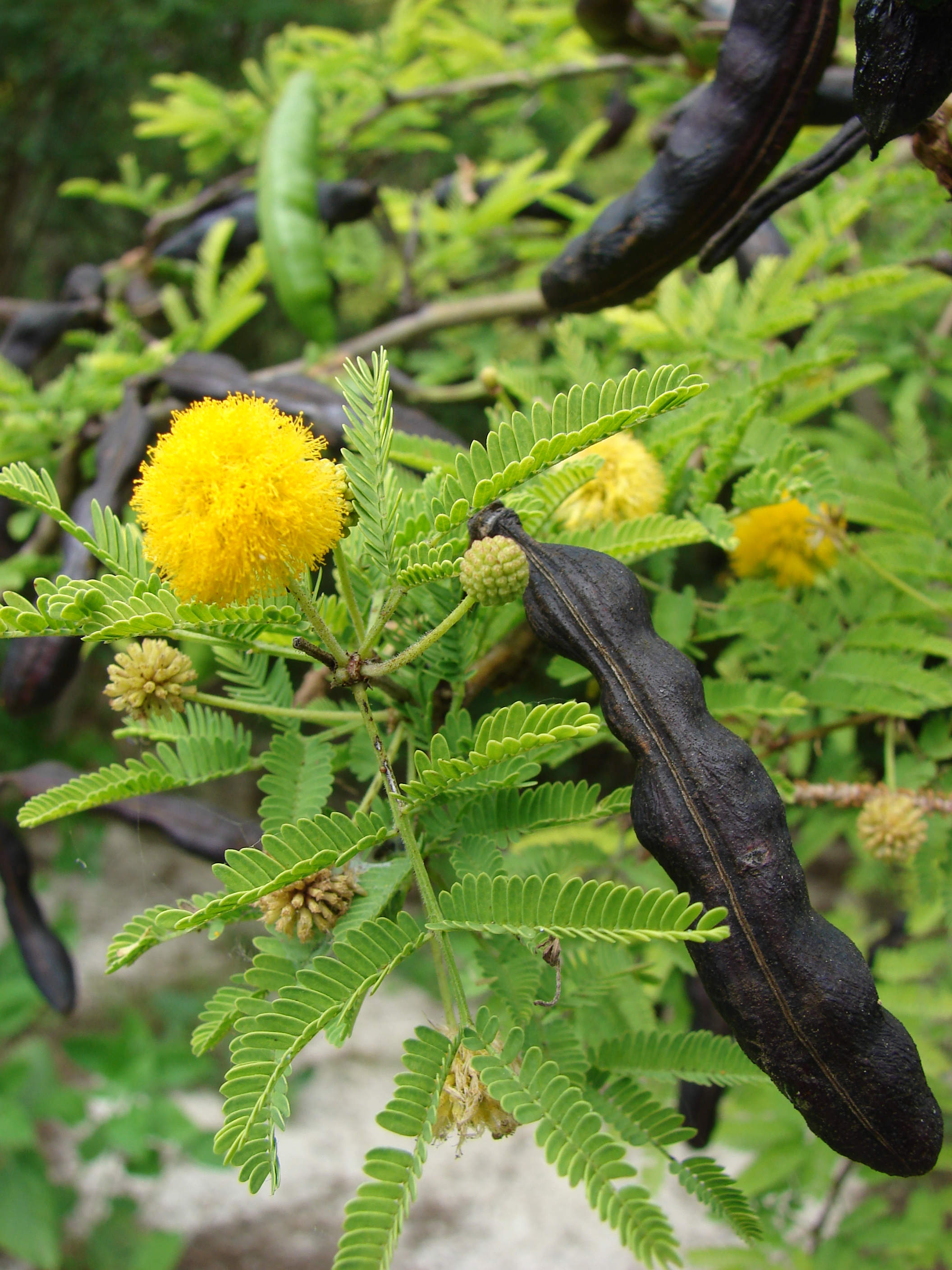